# Mount Halcon
Mount Halcon (filipínsky Bundok Halkon, španělsky Monte Halcón) je hora na Filipínách na ostrově Mindoro s vrcholem ve výšce 2586 metrů nad mořem. Jedná se o 18. nejvyšší horu Filipín a nejvyšší horu ostrova Mindoro. V oblasti hory žijí domorodci kmene Mangyan a vyskytuje se zde několik vzácných či endemitních druhů, zejména strašilka Conlephasma enigma a holub Gallicolumba platenae.
Pro své strmé svahy je hora Mount Halcon známá jako náročný horolezecký terén. První dokumentovaný výstup uskutečnil roku 1906 botanik Elmer Drew Merrill a jeho společníci. Dnes se na vrchol dá dojít po červené turistické trase, která začíná u města Bayanan, měří 13,1 kilometrů s převýšením 2841 m, přičemž start trasy je v 79 m n. m.